# Bermudes 1000 Race
Ne doit pas être confondu avec Bermuda Race.
La Bermudes 1000 Race, ou Guyader Bermudes 1000 Race, est une course au large en solitaire ou en double, annuelle, opposant au mois de mai des voiliers monocoques de la classe Imoca. Le départ se fait d'un port finistérien. Le parcours théorique dessine un triangle de 1 000 à 2 000 milles dans l'océan Atlantique. Les escales techniques et l'assistance sont autorisées.
Après deux années d'interruption en raison de la pandémie de covid-19, la compétition reprend en 2022.

## Historique
La Bermudes 1000 Race naît en 2018 de la volonté de Sea to See et de la classe Imoca. Les ports de départ et d'arrivée changent au fil des éditions, ainsi que la distance théorique à parcourir. La course se déroule en principe tous les ans, au mois de mai. Elle n'a pas eu lieu en 2020 et 2021, en raison de la pandémie de covid-19.
Originellement en solitaire, elle innove en 2023 en se courant en double. Elle permet ainsi aux marins de se préparer à la Transat Jacques-Vabre, course en double qui a lieu les années impaires.

## Règlement
- La course est organisée par Sea to See, avec le soutien de la classe Imoca[3]. En 2023, la direction de course est assurée par Hubert Lemonnier, Pierre Hays et Jacques Caraës[4].
- Deux jours avant l'épreuve, des runs sont ouverts aux concurrents qui le souhaitent[2].
- En fonction des conditions météo, la direction peut faire partir les concurrents dans un sens ou dans l’autre. Elle peut également, avant et pendant la course, modifier le parcours prévu, par exemple en déplaçant une marque de parcours[5].
- « Nous prenons en compte, dit Jacques Caraës, qu’il s’agit de la première course de la saison, que les bateaux ont besoin d’être mis au point. Il ne s’agit pas de compromettre la course de certains concurrents pour des réparations mineures. » Aussi les concurrents peuvent-ils faire escale ou mouiller, et recevoir assistance. Mais une escale technique ne peut être inférieure à 4 heures ni supérieure à 24 heures[5].
- Un temps limite d'arrivée est fixé[5].

## Qualification pour d'autres épreuves
- En 2023, la course est qualificative pour la Transat Jacques-Vabre 2023[2].
- La course en elle-même est inscrite au programme du Championnat du monde Imoca (Imoca Globe Series), avec le coefficient 2[5] (les runs disputés deux jours avant la course n'attribuent pas de points pour ce championnat).

## Éditions

### 2018. Douarnenez-Cascais
La première édition se court en solitaire. Elle compte 6 bateaux au départ.

#### Parcours
Le parcours théorique de la première édition est de 1 000 milles. Les Imoca partent de Douarnenez le 9 mai 2018, à 11 heures. Ils montent pour enrouler Fastnet Rock, redescendent vers une marque de parcours placée à 335 milles dans l'ouest de Lisbonne, puis se dirigent vers l'arrivée, à Cascais.

#### Podium
Les conditions sont favorables aux foilers. Pourtant, Paul Meilhat tire le meilleur de son SMA, bateau à dérives droites, et s'impose sur la ligne d'arrivée. C'est sa première victoire en solitaire sur un Imoca. Samantha Davies, qui dispute sa première course en solitaire depuis cinq ans et demi, termine 2e, à 12 minutes du vainqueur. Damien Seguin, qui découvre la navigation en Imoca, a embarqué Jean Le Cam. Le duo finit 3e. Fabrice Amedeo (4e) se classe donc 3e solitaire de l'épreuve.
| Classe- ment | Concurrent                   | Nationalité | Bateau           | Jour d'arrivée | Heure d'arrivée  | Temps                | Écart au premier |
| ------------ | ---------------------------- | ----------- | ---------------- | -------------- | ---------------- | -------------------- | ---------------- |
| 1            | Paul Meilhat                 | France      | SMA              | 12 mai         | 19 h 34 min 51 s | 3 j 08 h 34 min 51 s | -                |
| 2            | Samantha Davies              | Royaume-Uni | Initiatives-Cœur | 12 mai         | 19 h 47 min 36 s | 3 j 08 h 47 min 36 s | 12 min 45 s      |
| 3            | Damien Seguin et Jean Le Cam | France      | Groupe Apicil    | 13 mai         | 03 h 41 min 20 s | 3 j 16 h 41 min 20 s | 8 h 06 min 29 s  |

### 2019.  Douarnenez-Brest
La deuxième édition se court en solitaire. Elle accueille 17 concurrents.

#### Parcours
Le parcours théorique est de 2 000 milles. Les bateaux partent de Douarnenez le 8 mai 2019 à 13 heures. Ils montent pour enrouler Fastnet Rock, redescendent pour enrouler une marque de parcours positionnée au nord des Açores et remontent enfin vers Brest, où a lieu l'arrivée.

#### Podium
La lutte est particulièrement serrée à l'arrivée, de la 2e à la 5e place. Yannick Bestaven (2e) précède Giancarlo Pedote (3e) de 2 minutes et 25 secondes, Samantha Davies (4e) de 5 minutes et 2 secondes et Maxime Sorel (5e) de 6 minutes et 25 secondes,.
| Classe- ment | Concurrent       | Nationalité | Bateau         | Jour d'arrivée | Heure d'arrivée  | Distance parcourue | Temps                | Moyenne sur le fond | Écart au premier |
| ------------ | ---------------- | ----------- | -------------- | -------------- | ---------------- | ------------------ | -------------------- | ------------------- | ---------------- |
| 1            | Sébastien Simon  | France      | Arkéa-Paprec   | 17 mai         | 10 h 34 min      | 2 197 M            | 7 j 17 h 34 min      | 11,8 nd             | -                |
| 2            | Yannick Bestaven | France      | Maître Coq IV  | 17 mai         | 13 h 47 min 20 s | 2 186,7 M          | 7 j 20 h 47 min 20 s | 11,6 nd             | 3 h 13 min 20 s  |
| 3            | Giancarlo Pedote | Italie      | Prysmian Group | 17 mai         | 13 h 49 min 45 s | 2 168 M            | 7 j 20 h 49 min 45 s | 11,5 nd             | 3 h 15 min 45 s  |

### 2022. Brest-Brest
La troisième édition se court en solitaire.

#### Parcours
Les 24 concurrents quittent Brest le 8 mai 2022 à 14 h 40. Le parcours théorique est de 1 298 milles. Les bateaux doivent laisser à tribord une première marque de parcours (48° N, 7° O) au grand large de la pointe du Raz, puis ils montent pour enrouler Fastnet Rock, redescendent pour enrouler une marque située à 340 milles dans le nord-ouest du cap Finisterre et remontent enfin vers Brest, où a lieu l'arrivée.

#### Résumé de la course
Dès le premier soir, Charlie Dalin (Apivia) s'empare de la première place, talonné par Thomas Ruyant (Linked Out) et Jérémie Beyou (Charal). Louis Burton (Bureau Vallée 3, 4e), aux prises avec un casier de pêche, se trouve bientôt relégué à la 17e place. Dalin se détache peu à peu. Burton remonte au classement. Dans la troisième nuit, Ruyant (3e) doit abandonner, sur rupture d'une pièce dans le système de barre. À la marque sud, Dalin a 77 milles d'avance sur Beyou. Burton est maintenant 3e.
Dalin rallie Brest sans encombre, bénéficiant de vent propice. Derrière lui, Beyou est ralenti par les premiers effets d'une dorsale qui vient s'installer sur le plan d'eau. Elle barre la route de ses poursuivants, les obligeant à faire un détour par le sud-est, au ras des côtes nord de Galice. Dans la remontée au près vers Brest, la lutte est serrée pour les places d'honneur. Burton (3e) est chassé par Isabelle Joschke (MACSF) et Nicolas Lunven (Banque populaire). Il garde finalement sa 3e place. Lunven, dont c'est la première course en solitaire sur un Imoca, termine 4e — et 1er des bateaux à dérives droites. Joschke, sous la menace de plus en plus pressante de Benjamin Dutreux (Guyot Environnement-Water Family, 6e), réussit à conserver la 5e place jusqu'à l'arrivée.
| Classe- ment | Concurrent    | Nationalité | Bateau          | Jour d'arrivée | Heure d'arrivée  | Distance parcourue | Temps                | Moyenne sur le fond | Écart au premier     |
| ------------ | ------------- | ----------- | --------------- | -------------- | ---------------- | ------------------ | -------------------- | ------------------- | -------------------- |
| 1            | Charlie Dalin | France      | Apivia          | 13 mai         | 01 h 27 min 30 s | 1 525,26 M         | 4 j 10 h 47 min 30 s | 14,3 nd             | -                    |
| 2            | Jérémie Beyou | France      | Charal          | 13 mai         | 16 h 42 min 35 s | 1 567,90 M         | 5 j 02 h 02 min 35 s | 12,8 nd             | 15 h 15 min 05 s     |
| 3            | Louis Burton  | France      | Bureau Vallée 3 | 14 mai         | 13 h 41 min 15 s | 1 703,65 M         | 5 j 23 h 01 min 15 s | 11,9 nd             | 1 j 12 h 13 min 45 s |

### 2023. Brest-Brest
La quatrième édition se court en double, et la présence à bord d'un journaliste est obligatoire.

#### Parcours
Les 13 Imoca prennent le départ à la sortie du goulet de Brest le 7 mai 2023 à 14 heures. Le parcours initialement prévu est de 1 280 milles. Les concurrents doivent enrouler quatre marques.
- La première est placée à 205 milles au sud-ouest de la pointe de Penmarc'h.
- La deuxième est Fastnet Rock.
- La troisième se trouve à 100 milles à l'ouest de la pointe du Raz.
- La quatrième est située à 220 milles au sud-ouest de l'Irlande.

L'arrivée a lieu dans la rade de Brest,. Elle est prévue le 11 mai.

#### Résumé de la course
Après environ 25 heures de course, Jérémie Beyou et Franck Cammas sur Charal 2 (2022), virent en tête à la première marque de parcours nommée « Tout Commence en Finistère », dans le golfe de Gascogne. A plus de 48 heures du départ, au passage de la deuxième marque du Fastnet, le duo Thomas Ruyant et Morgan Lagravière sur For People (2023) pointe à la première place, moins de 3 minutes devant Jérémie et Franck.

#### Podium
| Classe- ment | Skipper 1     | Skipper 2         | Bateau         | date d'arrivée    | Temps                | Écart au premier | Distance parcourue | Moyenne sur le fond | Moyenne théorique |
| ------------ | ------------- | ----------------- | -------------- | ----------------- | -------------------- | ---------------- | ------------------ | ------------------- | ----------------- |
| 1            | Thomas Ruyant | Morgan Lagravière | For People     | 11 mai à 20:15:02 | 4 j 6 h 15 min 2 s   | -                | 1 684 nm           | 16,5 nds            | 13,5 nds          |
| 2            | Jérémie Beyou | Franck Cammas     | Charal 2       | 11 mai à 20:41:43 | 4 j 6 h 41 min 43 s  | 26 min 41 s      | 1 673,9 nm         | 16,3 nds            | 13,5 nds          |
| 3            | Sam Goodchild | Antoine Koch      | For the Planet | 12 mai à 01:22:52 | 4 j 11 h 22 min 52 s | 5 h 7 min 50 s   | 1 650,2 nm         | 15,4 nds            | 12,9 nds          |